# Слоун (Њујорк)
Слоун (енгл. Sloan) град је у америчкој савезној држави Њујорк.

## Демографија
По попису из 2010. године број становника је 3.661, што је 114 (-3,0%) становника мање него 2000. године.
| Група             | 2000.         | 2010.         |
| Белци             | 3.717 (98,5%) | 3.455 (94,4%) |
| Афроамериканци    | 8 (0,2%)      | 51 (1,4%)     |
| Азијати           | 5 (0,1%)      | 17 (0,5%)     |
| Хиспаноамериканци | 27 (0,7%)     | 76 (2,1%)     |
| Укупно            | 3.775         | 3.661         |